# 塩瀬盛道
塩瀬 盛道（しおせ もりみち、1931年5月23日 - 2001年3月25日）は、日本のプロ野球選手（投手・外野手。右投右打）、大学野球指導者（監督）、実業家。
初打席初本塁打を放つも、以後再び打席に立つことも試合に出ることもなかったため、通算打率10割・通算長打率40割・通算OPS5.000という、稀有の記録を有する選手である。この記録は、日本プロ野球の歴史の中で、塩瀬とドン・シュルジー（オリックス）の2例しか見受けられない。通算出場試合が1試合、しかも初球で仕留めた記録となると、塩瀬のみである。

## 来歴・人物

### 生い立ち
東京府荏原郡馬込町（現在の東京都大田区馬込）で生まれる。戦火に遭い、母親の実家がある茨城県稲敷郡牛久村（現在の牛久市）へ疎開する。茨城県立龍ヶ崎中学校（現在の茨城県立竜ヶ崎第一高等学校）時代はエースで4番。國學院大學に進み、ここでもすぐにエース格となる。
1950年、大学に籍を置いたまま、東急フライヤーズに入団・プロ入りする。背番号は14。

### プロ入り後
1950年5月11日の対大映スターズ戦の0対18で迎えた5回裏二死の場面で、蔦文也に替わって4番手で塩瀬がプロ入り初登板、姫野好治を三振とした。6回表、二死一塁の場面で、塩瀬はプロ入り初打席に立ち、先ほど対戦した姫野から初球を打ち、右翼席上段への2ラン本塁打を放った。6回裏には四球、ボークで2点を許し、続く7回裏も四球、内野安打、四球と続けて無死満塁となり、常見茂と交代。以降、塩瀬は公式戦に出場することはなかった。
試合終了後、ホームラン賞として、伊勢崎銘仙、カルピス、栄養剤の「エーデー」、髙島屋の商品券などを獲得するも、大下弘から「第1号の賞品は全部チームメイトに分け与えなければいけない」と言われ、手元には何も残らなかった。その代わり大下にねだり、映画共演で大下と縁のあった高峰三枝子と帝国ホテルで一緒に食事をしている。この他大下からのホームラン祝いを元手にブレザーも作ったという。

### 東急退団後
1950年シーズンオフに東急退団後は熊谷組に所属。都市対抗野球大会に3回連続出場した。また大学にも復学し、会社員との二足のワラジを履きながら夜学に通い卒業する。
その後、新たに野球部を発足させた日本専売公社（現在の日本たばこ産業=JT）へ移籍し、1957年時点では外野手として所属。ほどなくして休部となってからは労務・総務畑でキャリアを積む。この間、1960年に1年間國學院大野球部監督も務めた。
1985年、JT発足と同時に産業機械事業部事業企画部部長代理に就任、その後関連会社の株式会社ニッタム社長を務めた。

## 詳細情報

### 年度別投手成績
| 年 度     | 球 団     | 登 板 | 先 発 | 完 投 | 完 封 | 無 四 球 | 勝 利 | 敗 戦 | セ 丨 ブ | ホ 丨 ル ド | 勝 率 | 打 者 | 投 球 回 | 被 安 打 | 被 本 塁 打 | 与 四 球 | 敬 遠 | 与 死 球 | 奪 三 振 | 暴 投 | ボ 丨 ク | 失 点 | 自 責 点 | 防 御 率 | W H I P |
| --------- | --------- | ----- | ----- | ----- | ----- | -------- | ----- | ----- | -------- | ----------- | ----- | ----- | -------- | -------- | ----------- | -------- | ----- | -------- | -------- | ----- | -------- | ----- | -------- | -------- | ------- |
| 1950      | 東急      | 1     | 0     | 0     | 0     | 0        | 0     | 0     | --       | --          | ----  | 11    | 1.1      | 2        | 0           | 5        | --    | 0        | 1        | 0     | 1        | 2     | 2        | 13.50    | 5.25    |
| 通算：1年 | 通算：1年 | 1     | 0     | 0     | 0     | 0        | 0     | 0     | --       | --          | ----  | 11    | 1.1      | 2        | 0           | 5        | --    | 0        | 1        | 0     | 1        | 2     | 2        | 13.50    | 5.25    |

### 年度別打撃成績
| 年 度     | 球 団     | 試 合 | 打 席 | 打 数 | 得 点 | 安 打 | 二 塁 打 | 三 塁 打 | 本 塁 打 | 塁 打 | 打 点 | 盗 塁 | 盗 塁 死 | 犠 打 | 犠 飛 | 四 球 | 敬 遠 | 死 球 | 三 振 | 併 殺 打 | 打 率 | 出 塁 率 | 長 打 率 | O P S |
| --------- | --------- | ----- | ----- | ----- | ----- | ----- | -------- | -------- | -------- | ----- | ----- | ----- | -------- | ----- | ----- | ----- | ----- | ----- | ----- | -------- | ----- | -------- | -------- | ----- |
| 1950      | 東急      | 1     | 1     | 1     | 1     | 1     | 0        | 0        | 1        | 4     | 2     | 0     | 0        | 0     | --    | 0     | --    | 0     | 0     | 0        | 1.000 | 1.000    | 4.000    | 5.000 |
| 通算：1年 | 通算：1年 | 1     | 1     | 1     | 1     | 1     | 0        | 0        | 1        | 4     | 2     | 0     | 0        | 0     | --    | 0     | --    | 0     | 0     | 0        | 1.000 | 1.000    | 4.000    | 5.000 |

### 記録
- 初登板：1950年5月11日、対大映スターズ9回戦（後楽園球場）、5回裏2死に4番手で救援登板、1回1/3を2失点
- 初奪三振：同上、5回裏に姫野好治から
- 初打席・初安打・初本塁打・初打点：同上、6回表に姫野好治から右越2ラン　※史上3人目（初球での達成は史上初、生涯唯一の打席）

### 背番号
- 14 （1950年）